# Зупиніть Потапова!
«Зупиніть Потапова!» — радянський короткометражний художній фільм режисера Вадима Абдрашитова, знятий ним в 1974 році у як курсова робота. Фільм був знятий за однойменною повістю Григорія Горіна, опублікованому в «Літературній газеті» в 1972 році.

## Сюжет
У фільмі показаний один день з життя головного героя. Співробітник НДІ Потапов — брехун і пристосуванець. Але він навіть не здогадується про те, що робить низькі вчинки. Він — такий же, як всі; йому видається, що він не гірше і не краще за інших… У фільмі використані фрагменти вистави Театру на Таганці «Гамлет» з Володимиром Висоцьким у головній ролі.

## У ролях
- Валентин Смирнитський —  Потапов
- Олександр Філіппенко —  Єрмоленко
- Семен Фарада —  шахіст, колега Потапова
- Володимир Висоцький —  Гамлет
- Ібрагім Баргі — Олександр Іванович, начальник Потапова
- Наталія Гурзо — Сонечка, секретар
- Тетяна Лєсіна — Віра Михайлівна
- Марина Лобишева-Ганчук — Люба Потапова
- Едуард Озерянський — дружинник
- Євгенія Філонова — Наталка

## Знімальна група
- Режисер — Вадим Абдрашитов
- Сценарист — Григорій Горін
- Оператори — Георгій Козельков, Олександр Галанов